# Edward St Aubyn
Edward St Aubyn (ou Saint-Aubyn), né en Cornouailles le 14 janvier 1960, est un écrivain britannique.

## Œuvres publiées en français
- 2002 : Point de fuite (On the Edge - 1998)
- 2003 : Trilogie Peu importe, Mauvaise nouvelle, Après tout (Some Hope : A Trilogy - 2003)
- 2007 : Le Goût de la mère (Mother's Milk - 2005) — Prix Femina étranger
- 2012 : Enfin (At Last - 2012)
- 2014 : Sans voix (Lost for words - 2014)
- 2019 : Dunbar et ses filles (Dunbar - 2017)

## Prix
- 2007 : Prix Femina étranger